# Tetrodotoxin
Tetrodotoxin (anhydrotetrodotoxin 4-epitetrodotoxin, tetrodonic acid, TTX) är ett mycket starkt nervgift utan känt motgift, som bland annat förekommer hos vissa fiskar. Dess namn är härlett från Tetraodontiformes, den ordning av fiskar som innefattar blåsfisk, piggsvinsfiskar, klumpfisk och tryckarfiskar. Flera arter inom denna ordning bär på detta toxin. Även om tetrodotoxin upptäcktes i dessa fiskar och också finns i flera andra djurarter produceras det av vissa bakterier så som Pseudoalteromonas tetraodonis, vissa arter av Pseudomonas och Vibrio.
Giftverkan av tetrodotoxin visar sig i form av förlamning av andningen, vilket kan leda till döden. Ämnet uppnår sin giftverkan genom att blockera aktionspotentialen i nervceller och muskelceller genom att binda till de spänningsberoende snabba natriumkanalerna i cellernas membran. Toxinets bindningsställe befinner sig vid öppningen till den spänningsberoende Na+-kanalen liksom saxitoxin från giftig algblomning. Toxinets verkningsmekanism upptäcktes under tidigt 1960-tal av Toshio Narahashi vid Duke University.